# Pierre-Édouard Dagoty
Pour les articles homonymes, voir Dagoty.
Pierre Édouard Gautier Dagoty (Florence en 1775 - Bordeaux en 1871) est un peintre miniaturiste.

## Biographie

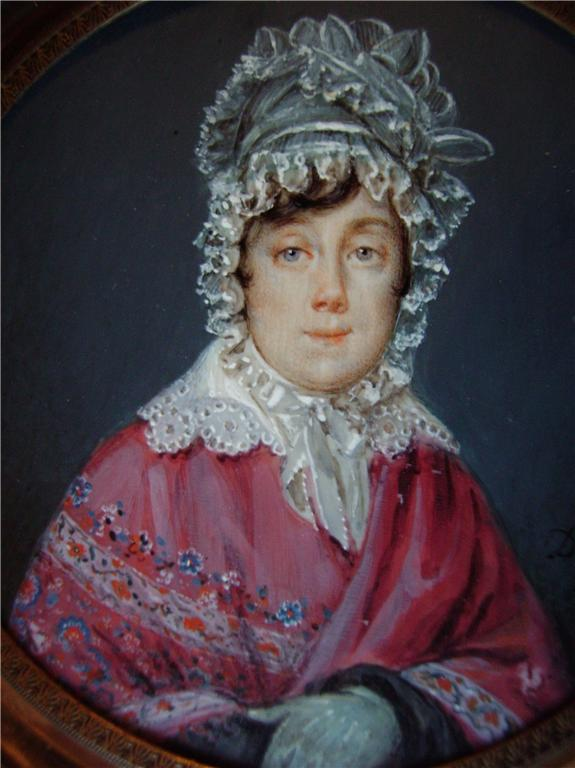
Mademoiselle Seize de Grandmaison par Dagoty (collection privée).

Pierre Édouard Gautier-Dagoty est né le 12 septembre 1775 à Florence en Italie, fils de Édouard Gautier-Dagoty peintre graveur et de Marie Rousselain. Il est cousin du célèbre porcelainier Pierre-Louis Dagoty et le petit-fils du peintre et graveur Jacques Gautier d'Agoty. Il séjourne en Italie pendant un long moment ; on le retrouve encore à Venise en 1800. Il part peu de temps après pour Paris, gagne Toulouse et enfin Bordeaux vers 1806. Il y restera jusqu’à son décès.
Le 24 juin 1812, il épouse à Bordeaux Françoise Ferrand Jeanne Clara, née dans cette même ville le 4 septembre 1796 de Jean Baptiste Ferrand armateur du corsaire la Dorade et de Marie Catherine Carrière. Elle lui donnera sept enfants : Julia qui sera aussi portraitiste, Zuléma mariée à Clavel Augustin, Eduardo décédé jeune, Émilie mariée à Cuginaud Nicolas-Jules qui fut maire de Talence de 1866 à 1868 (une de leurs filles, Marguerite Cuginaud, épousera Julien Bouchard négociant en vin originaire de Beaune en Côte d'Or Maison Bouchard Père & Fils), Marie Joséphine Eugénie mariée à Beneben Justin-Dominique et Joseph Edouard dit le Chevalier Dagoty.
En 1846, à l’âge de 70 ans, il se retire à Cadarsac, en Gironde, dont il devient maire de 1846 à 1848. Il finit ses jours chez sa fille Émilie Cuginaud et décède le 29 janvier 1871 à Bordeaux à l’âge de 96 ans. Il est inhumé le 31 janvier 1871 au cimetière des Chartreux de Bordeaux dont il est exhumé le 27 août 1891 pour être porté au cimetière de Caudéran dans la tombe qu’occupe sa femme, décédée le 21 janvier 1891. Ce cimetière a été déplacé aujourd'hui au quartier des Pins Francs.

## Œuvre et carrière
Il est décoré de l'Ordre du Lis.
L’Académie des beaux-arts de Florence lui décerne le Deuxième prix pour son étude de nu le 7 mars 1797. La même année, il se voit attribuer le Premier prix de peinture au concours de Deuxième classe avec L’ombre de Samuel apparaissant à Saül.
Il est surnommé par ses contemporains l’« Isabey bordelais » (en France, le nom d'Isabey est synonyme de miniaturiste talentueux). En fait, il occupe dans le monde des miniaturistes la place d’un Daffinger à Vienne (Autriche) ou d’un Chabanne à Lyon.
Ses clients se recrutent parmi la classe moyenne mais aisée de la population bordelaise. Il expose Diane au repos et le portrait de sa femme à la Société philomathique de Bordeaux (1844).
De nombreuses œuvres de Dagoty sont entre des mains privées ou appartiennent à différents musées français.
En 1980, M. Julien Bouchard fait don au Musée des arts décoratifs et du design de Bordeaux d'un livre de croquis de Dagoty.

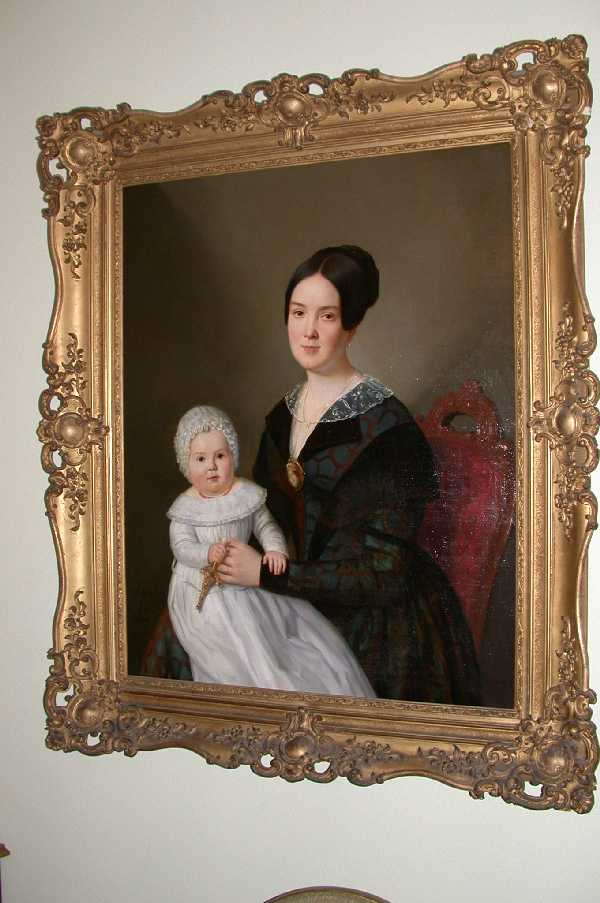
Pierre-Edouard Dagoty, Mme Jules Cuginaud, née Émilie Dagoty, 1845, huile sur toile, Musée des arts décoratifs et du design de Bordeaux.
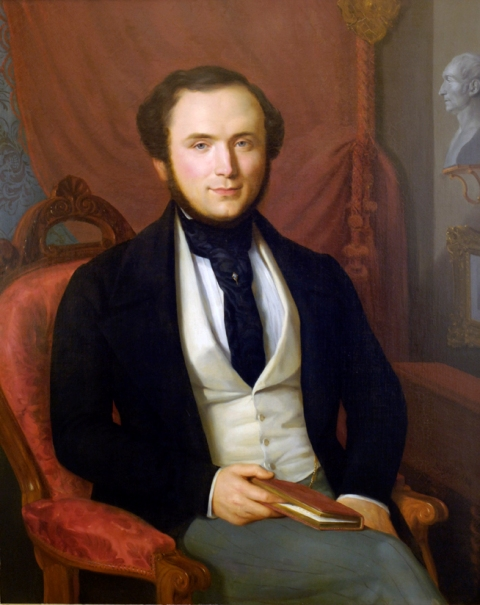
Pierre-Edouard Dagoty, Nicolas-Jules Cuginaud 1845, huile sur toile, Musée des arts décoratifs et du design de Bordeaux.
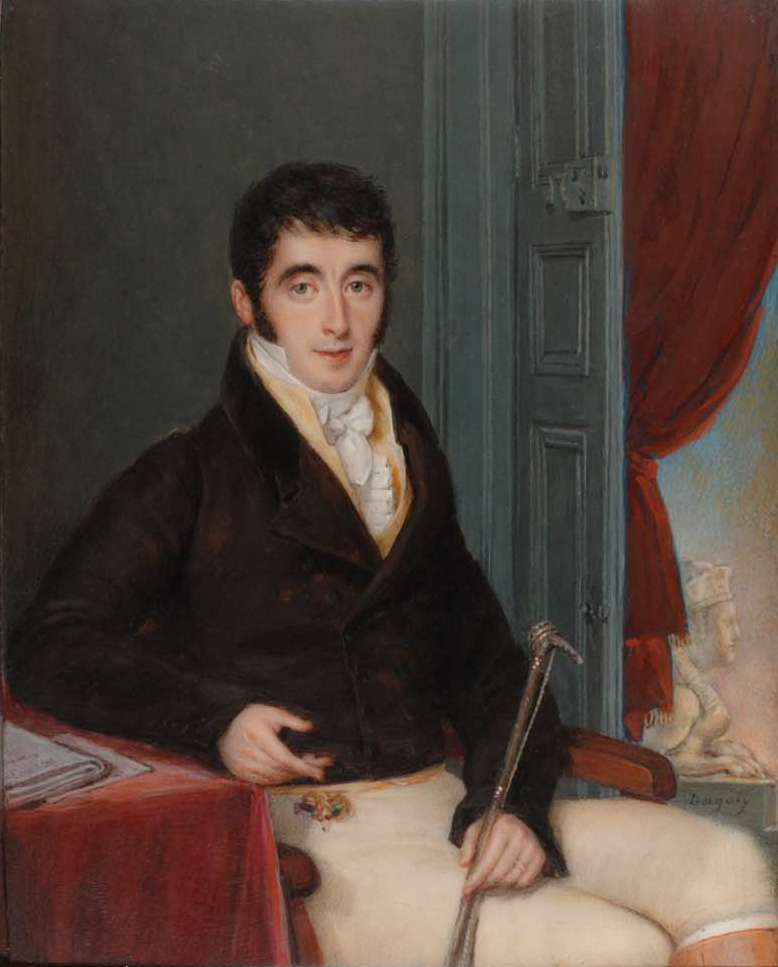
Portrait de Pierre-François Guestier (1793-1874)